# Dušan Basta
Dušan Basta (Beograd, 18. kolovoza 1984.) bivši je srbijanski nogometaš koji je igrao na poziciji veznog.
Nakon deset godina u Crvenoj zvezdi, u kojoj je prošao sve omladinske škole, te prvih nastupa za reprezentaciju Srbije, 2008. godine prešao je u Udinese Calcio, gdje se nije uspio nametnuti, te odlazi na posudbu na godinu dana u U.S. Lecce. 2010., trenutno je igrač Udinesea u kome se tekuće sezone vratio u startnu postavu i igra u sve boljim izdanjima. Sve to je okrunjeno ponovnim pozivom da igra za reprezentaciju Srbije.

## Vanjske poveznice
- Profil na Transfermarktu
- Profil na Soccerwayu  Arhivirana inačica izvorne stranice od 27. studenoga 2016. (Wayback Machine)